# Janaína Lima (cantora)
Janaína Lima é uma cantora, compositora, bailarina e coreógrafa brasileira. Mais conhecida por ser vocalista do grupo de música eletrônica Kaleidoscópio.

## Carreira
Janaína se profissionalizou como bailarina aos 15 anos de idade participando de festivais de dança nacionais e internacionais, incluindo até um video-clip do popstar Prince.
Em 2000 aventurou-se pela música em experiências como cantora da Banda Pai-Urso e também em participações no projeto “Ram Science” do Dj Ramilson Maia, onde mais tarde, da parceria nascia o projeto Kaleidoscópio, com muito sucesso no Brasil, e outros países como grande parte da Europa e Japão. Em 2002, pouco antes do grupo se formar, Janaina participou chegando nas fases finais do Popstars, talk show musical de sucesso que no Brasil revelou o grupo Rouge, na qual foi coreografa durante a turnê do album C'est La Vie.
Em 2003 lançou o primeiro álbum e se firmou com o grupo onde após a maior fase de sucesso no Brasil, moraram um tempo no Japão. Também participou do CD e do show de encerramento da turnê da violinista Chieko Kinbara. "Strings Of Life Release Tour Final" no Liquidroom, Tóquio, Japão. Em 2010 gravou seu primeiro álbum solo, "Me Leva Com Você" com um ritmo menos dançante, já que tem como base MPB. o CD possui canções com composição da própria artista e algumas em parcerias.
Em meados de 2012 o grupo retorna a fazer shows por todo o mundo. Entre setembro e dezembro de 2012 janaina participou como coreógrafa e instrutora de performance do programa Ídolos Kids na RecordTV.

## Discografia
- Com o grupo:

2003: "Tem que Valer"

2006: "Kaleido"
- Em carreira solo:

2010: "Me Leva Com Você"